# Judy Gold
Judy Gold (Newark, Nueva Jersey; 15 de noviembre de 1962) es una comediante de standup estadounidense, actriz, escritora de televisión y productora. Ganó dos Premios Daytime Emmy por su trabajo como escritora y productora en The Rosie O'Donnell Show. También ha participado en la serie televisiva All-American Girl, de HBO, en múltiples segmentos en los cuales pregunta humorísticamente preguntas inesperadas de películas a los asistentes.

## Biografía
Judy Gold nació el 15 de noviembre de 1962 en Newark, Nueva Jersey. Lo primero que hizo fue stand-up en un desafío mientras estudiaba música en Universidad Rutgers. Es una mujer lesbiana, quien compartió una relación con su socia anterior, Sharon, por casi 20 años. Tiene dos niños (Henry, 1996, y Ben, 2001), sobre quienes comentaba frecuentemente en el show Though Crowd with Colin Quinn. Judy es muy activa en la comunidad LGBT y en la colectividad judía. Fue activa en apoyar la Campaña Presidencial Democrática del 2004 y 2008.
En una entrevista con Marc Maron, Judy reveló sus influencias cómicas, entre ellas, Joan Rivers, Phyllis Diller y Totie Fields.
Su show unipersonal 25 preguntas para una madre judía, coescrito con Kate Moira Ryan, está basado en una serie de entrevistas con más de 50 madres judías en Estados Unidos. Sus historias están intercaladas con anécdotas sobre su propia madre y su vida como una madre lesbiana de dos hijos. El show fue realizado en el Ars Nova Theater en la Ciudad de Nueva York a comienzos de 2006 y reabrió el 12 de octubre de 2006 en el St. Luke's Theater.
Judy Gold también aparece como comentarista en el show de TruTV Presents: World's Dumbest....
En 2007 apareció en la película Making Trouble, un tributo a mujeres comediantes judías, producido por el Jewish Women's Archive.
En 2011, Judy fue nombrada Embajadora de Givenik.
En 2015 apareció como Eleanor Roosevelt en el musical satírico Clinton: The Musical en el New World Stages de Off-Broadway.

## El Espectáculo de Judy: Mi Vida como Comediante
El 30 de junio de 2011, El Show de Judy Gold: Mi Vida como Comediante empezó como preestreno en el teatro DR2 de Off-Broadway en la Ciudad de Nueva York. Este espectáculo unipersonal es un homenaje a la juventud de la comediante. El show fue escrito por Judy Gold y Kate Moira Ryan y dirigido por Amanda Charlton.
El show abrió oficialmente el 6 de julio de 2011 tras revisiones positivas. The New York Times lo llamó un show "altamente entretenido". El New York Post llamó al espectáculo "alegremente auto-despreciativo". El show posteriormente abrió en Los Ángeles el 18 de junio de 2013, y estuvo un mes en el Geffen Playhouse.

## Mátame Ahora Podcast
Judy Gold empezó el Mátame Ahora Podcast (Kill Me Now Podcast) con su coanfitriona Lauren Hennessy en mayo de 2015. Los invitados incluidos en el primer programa eran Frank Conniff, Ted Alexandro y Mara Wilson.

## Filmografía

### Cine
| Año  | Título                          | Rol                    | Notas |
| ---- | ------------------------------- | ---------------------- | ----- |
| 2001 | The Course of the Jade Scorpion | Participante de Voltan |       |
| 2004 | Our Italian Husband             | Monja #2               |       |

### Televisión
| Año       | Título                             | Rol                                     | Notas                    |
| --------- | ---------------------------------- | --------------------------------------- | ------------------------ |
| 1991      | Roseanne                           | Amy                                     | 1 episodio               |
| 1993      | Rumor Has It                       | Panelista                               | 1 episodio               |
| 1994-1995 | All American Girl                  | Gloria Schechter                        | 18 episodios             |
| 1995      | HBO Comedy Half-Hour con Judy Gold | Ella misma                              |                          |
| 1995      | Here Come the Munsters             | Elsa Munster Hyde                       | Película para televisión |
| 1995      | The City                           | Judy Silver                             | 1 episodio               |
| 1996      | Wings                              | Brenda                                  | 1 episodio               |
| 1997      | Lois Live a Little                 |                                         | Cortometraje             |
| 1998      | Arli$                              |                                         | 1 episodio               |
| 2000      | The Drew Carey Show                | Leslie                                  | 2 episodios              |
| 2000      | Law and Order                      | Deborah Patterson                       | 1 episodio               |
| 2000      | Sidesplitters: Burt & Dick Story   | Madre de Dick                           | Cortometraje             |
| 2001      | The Ballad of Lucy Whipple         | Buck McPhee                             | Película para televisión |
| 2002      | Sex and the City                   | Empleada de Barnes & Noble              | 1 episodio               |
| 2002      | Law & Order: Special Victims Unit  | Ginecóloga forense                      | 1 episodio               |
| 2003      | Comic Remix                        | Ella misma                              | 1 episodio               |
| 2003      | The Gynecologists                  | Mrs. LeBlanc                            | Cortometraje             |
| 2004      | Ed                                 | Jueza Fisher                            | 1 episodio               |
| 2005      | Here! Family                       |                                         | 1 episodio               |
| 2007-2008 | Super Normal                       | The Roving Eye / Madam Midterm / Granny | 15 episodios             |
| 2008-2013 | World's Dumbest...                 | Ella misma                              | 114 episodios            |
| 2009      | Ugly Betty                         | Joan                                    | 1 episodio               |
| 2011      | The Glades                         | Rebecca Thornquist                      | 1 episodio               |
| 2012      | 30 Rock                            | Ella misma                              | 1 episodio               |
| 2013      | The Big C                          | Rabbi                                   | 1 episodio               |
| 2013      | 2 Broke Girls                      | Jerri                                   | 1 episodio               |
| 2014      | Melissa y Joey                     | Janey                                   | 2 episodios              |
| 2014      | Teachers Lounge                    | Profesora de gimnasia                   | 1 episodio               |
| 2015      | Louie                              | Marina                                  | 1 episodio               |
| 2015      | The Jim Gaffigan Show              | Ella misma                              | 1 episodio               |
| 2016      | Broad Cirty                        | Angela                                  | 1 episodio               |
| 2016      | Unbreakable Kimmy Schmidt          | Judy                                    | 1 episodio               |
| 2016      | Crisis in Six Scenes               | Mujer de la cabina telefónica           | 1 episodio               |
| 2016      | Search Party                       | Paulette Capuzzi                        | 2 episodios              |
| 2016      | What's Your F#@king Deal?!         | Ella misma                              |                          |

### Web
| Año  | Título                | Rol        | Notas                            |
| ---- | --------------------- | ---------- | -------------------------------- |
| 2013 | Real Actors Read Yelp | Ella misma | 1 episodio; streaming en YouTube |
| 2015 | Ambience              | Estelle    | 1 episodio; streaming on-line    |